# Bod podrobného polohového bodového pole
Body podrobného polohového bodového pole (zkr. PPBP) jsou v přírodě trvale stabilizovány a slouží pro připojení měřické sítě pomocí geodetických přístrojů (např. teodolit) pro realizaci měřičských, vytyčovacích a kontrolních geodetických prací. PPBP se buduje v souřadnicovém systému Jednotné trigonometrické sítě katastrální (S-JTSK). Doporučená hustota bodů v terénu je v místní trati po 200 m, v polní trati alespoň 1 km. Databázi bodů vede příslušný katastrální úřad, údaje o bodě obsahují jeho místopis pro vyhledání a polohové údaje (souřadnice Y, X, případně výšku, vše udáno na 0,01 m). Přesnost určení bodu je daná hodnotou jeho střední souřadnicové chyby Mxy. Pro body PPBP je Mxy=0,06m. Někdy bývá přesnost určení bodů PPBP udávaná také střední polohovou chybou Mp. Ta je vypočtena pythagorovým vztahem a má tedy hodnotu Mp=0,08m.